# 대심문관의 비망록
《대심문관의 비망록》(포르투갈어: Manual dos Inquisidores)은 안토니우 로부 안투느스의 1996년 장편소설이다. 독재자의 오른팔로서 막강한 권력을 휘두르던 남자 프란시스쿠의 말년을 이야기한 작품이다. 대한민국에는 봄날의책에서 배수아 번역으로 출간되었다.